# Camene
Le Camène (in latino Camēnae o Casmēnae o Carmēnae) erano, nella religione romana, divinità arcaiche delle sorgenti (ninfe).

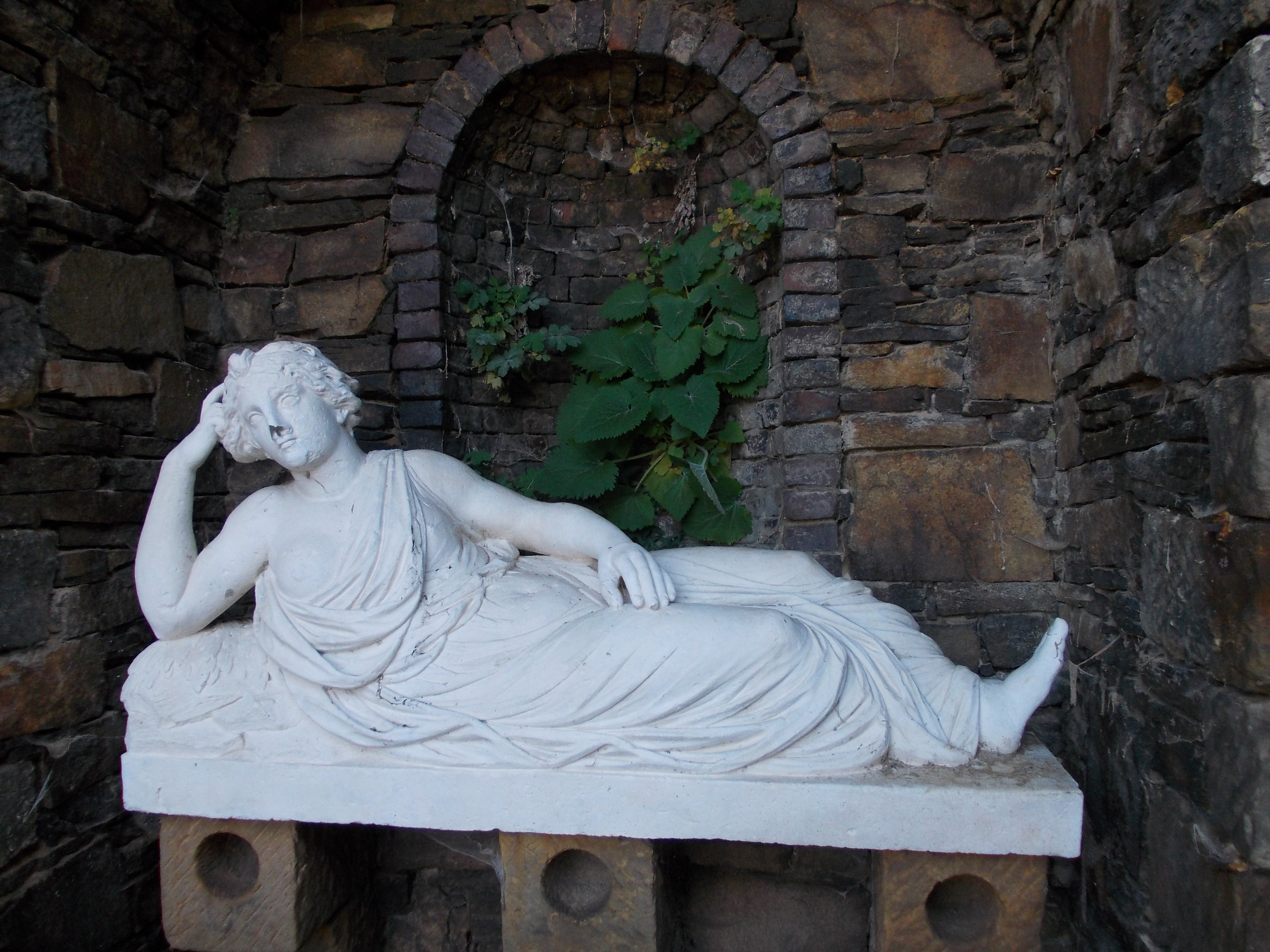
Egeria nel parco di Wörlitz in Germania

## Descrizione
Le Camene note - o forse solo i loro appellativi - sono quattro: Egeria, Carmenta (Carmentis), Antevorta e Postvorta.
A loro venivano talvolta attribuite facoltà profetiche e più generalmente "ispiratrici".
Per questa complessa natura la figura e il mito delle Camene si articolarono, nel tempo:
- furono anzitutto divinità protettrici del focolare arcaico, simbolicamente assimilato alla città: sicché la prima di loro, Egeria, fu secondo la leggenda l'ispiratrice del secondo re di Roma, Numa Pompilio, di stirpe sabina e promotore della concordia fra le prime tribù romane (si ricordi il ratto delle Sabine). Nell'immaginarne la natura, vale la pena di aver presente l'assonanza tra Egeria, ager (la terra da coltivare) e agger (il terrapieno di difesa): la figura che emerge è quella di una divinità femminile arcaica e potente, nata dai culti della terra, che ispira al re della nuova città saggezza, concordia e pacificazione. Siamo tra il VII e il VI secolo a.C.
- Antevorta (=che guarda avanti) e Postvorta (=che guarda indietro) erano personificazioni legate al parto, invocate perché il feto si presentasse nella giusta posizione (con la testa in avanti), e fosse salvato se si presentava al contrario. Più che nomi di singole divinità erano probabilmente soprattutto appellativi, e connettevano la natura arcaica e protettrice delle donne della divinità a quella oracolare.
- Attraverso Carmenta (Carmentis) poi - dalle più pronunciate qualità oracolari, e da cui si faceva derivare il termine "carmen", (=canto, racconto epico, poesia), esse divennero la personificazione romana delle Muse, come mostra Livio Andronico nell'invocazione alle Camene della tradotta Odissea: Virum mihi, Camena, insece versutum, e cioè: L'uomo versatile narrami, Camena (Odusia, 1, 1) (ma siamo già nel III secolo a.C.).

Alle Camene già Numa Pompilio aveva consacrato il bosco presso la fonte di Egeria, fuori Porta Capena. Qui si celebravano in gennaio, con offerte di latte e acqua, le feste Carmentalia, durante le quali le Vestali (ordine sacerdotale femminile non meno antico di Numa Pompilio) venivano ad attingere l'acqua per i loro riti.
Nel II secolo a.C. il loro sacello, colpito da un fulmine e perciò inizialmente ricoverato nel tempio di Onore e Virtù, poco distante, fu trasportato all'interno del tempio di Ercole delle Muse (Aedes Herculis Musarum), stabilendo così la connessione e la futura equivalenza tra le Muse e le Camene.